# ألكسندر وانغ (مصمم)
ألكسندر وانغ (بالإنجليزية: Alexander Wang)‏ (ولد في 26 ديسمبر 1983) مصمم أزياء أمريكي.

## روابط خارجية
- ألكسندر وانغ على موقع IMDb (الإنجليزية)
- ألكسندر وانغ على موقع مونزينجر (الألمانية)
- ألكسندر وانغ على موقع قاعدة بيانات الفيلم (الإنجليزية)
- Alexander Wang Vogue Voice
- ألكسندر وانغ في موقع دليل عارضات الأزياء